# Matt Dwonszyk
Matt Dwonszyk (* um 1990 in Hartford) ist ein US-amerikanischer Jazzmusiker (Kontrabass, auch Komposition, Arrangement) des Modern Jazz.

## Leben und Wirken
Dwonszyk begann mit elf Jahren zunächst E-Bass zu spielen; während der Highschool lernte er Kontrabass. Er besuchte die Greater Hartford Academy of Performing Arts und hatte dann Unterricht im Programm des Artist Collective, einer Gründung von Jackie McLean. Nach dem Studium am Jackie McLean Institute of Jazz der University of Hartford, an dem er Unterricht bei Nat Reeves hatte, setzte er seine Studien am College at Purchase Brooklyn (State University of New York) fort; 2015 erwarb er dort den Master of Music. Seitdem arbeitet Dwonszyk in der New Yorker Jazzszene; erste Aufnahmen entstanden 2014 mit Jovan Alexandre (Collective Consciousness). Des Weiteren spielte er auch mit Mike Casey, Joshua Bruneau, Jonathan Barber, Doug Monro (The Harry Warren Songbook, 2016) und Norman Johnson. Im Bereich des Jazz war er zwischen 2014 und 2018 an fünf Aufnahmesessions beteiligt. 2019 gehörte er dem Quintett des Posaunisten Steve Davis sowie dem Oleg Butman/Natalia Smirnova Quartet an; außerdem leitet er die Formation Dwonztet, der Shenel Johns (Gesang), Steve Davis, Josh Bruneau, Jovan Alexandre, Taber Gable (Piano) und Jonathan Barber angehören. 2019 legte er mit dieser Formation das Album Wonderful World vor. Zu hören ist er u. a. auch auf Julieta Eugenios Debütalbum JUMP (2022).